# MTG1
La GTPasa 1 mitocondrial es una enzima que en humanos está codificada por el gen MTG1. Desempeña un papel en la regulación del ensamblaje del ribosoma mitocondrial y de la actividad de traducción. Muestra la actividad de la GTPasa mitocondrial.